# أليكسي روت
أليكسي روت (بالإنجليزية: Alexey Root)‏ هي لاعبة شطرنج أمريكية، ولدت في 1965.

## وصلات خارجية
- أليكسي روت على موقع الاتحاد الدولي للشطرنج (الإنجليزية)
- أليكسي روت على موقع مباريات الشطرنج (الإنجليزية)
- أليكسي روت على موقع 365Chess.com (الإنجليزية)
- أليكسي روت على موقع Chesstempo.com (الإنجليزية)